# Ластовень Шмальгаузена
Ластовень Шмальгаузена (Vincetoxicum schmalhausenii) — вид квіткових рослин родини барвінкових (Apocynaceae).

## Біоморфологічна характеристика
Це багаторічна рослина 20–80 см заввишки. Листкові яйцюваті чи яйцювато-ланцетні, при плодоношенні стирчать. Коронка віночка надрізана на 1/3; зубчики між лопатями б.-м. добре виражені.

## Поширення
Крим, Північний Кавказ.
В Україні вид росте на гірських схилах — у гірському Криму, на Тарханкутському півостріві, зрідка.